# Serrasalmus brandtii
Serrasalmus brandtii är en fiskart som beskrevs av Lütken, 1875. Serrasalmus brandtii ingår i släktet Serrasalmus och familjen Characidae. Inga underarter finns listade i Catalogue of Life.